# Severo-Enisejskij
Severo-Enisejskij (in russo Северо-Енисейский?) è un insediamento di tipo urbano della Russia asiatica, situato nel Territorio di Krasnojarsk. È il centro amministrativo del distretto Severo-Enisejskij.
Si trova circa 500 km (in linea d'aria) a nord di Krasnojarsk.